# Joseph-Édouard Faribault
Joseph-Édouard Faribault, né le 4 mai 1774 à Berthier-en-Haut et mort le 3 août 1859 à L'Assomption, est un notaire et homme politique du Bas-Canada. Il a représenté la circonscription de Leinster à la Chambre d'assemblée du Bas-Canada de 1808 à 1809.

## Biographie
Joseph-Édouard Faribault est né à Berthier-en-Haut de Barthélemy Faribault, un notaire, et Catherine-Antoine Véronneau le 4 mai 1774. Il a travaillé au bureau de son père en tant que clerc et devint un notaire en 1791. Il a d'abord exercé sa profession à Berthier-en-Haut, mais déménagea par la suite à L'Assomption. Il se maria à deux reprises : la première fois, en 1794, à Marie-Anne-Élisabeth Poudret et la seconde fois, en 1845, à Geneviève Fauteux, la veuve de Norbert Éno. Il servit dans la milice durant la guerre de 1812, atteignant le grade de lieutenant-colonel. Joseph-Édouard investit dans l'immobilier et construisit et opéra des moulins à scie et des moulins à farine. Il servit également en tant qu'administrateur et agent pour la seigneurie de Lavaltrie. Il était un membre du Conseil spécial du Bas-Canada qui gouverna le Québec après l'abolition de la constitution en 1838. Il servit en tant que gardien pour le district de Leinster en 1841 et 1842 et en tant que maire de L'Assomption de 1846 à 1848. Il fut également juge de paix pour le district de Montréal, commissionnaire pour le procès sommaire de petites causes et commissionnaire pour prendre les serments d'allégeance. Il décéda à L'Assomption le 3 août 1859 à l'âge de 86 ans.